# بركة الوضوء

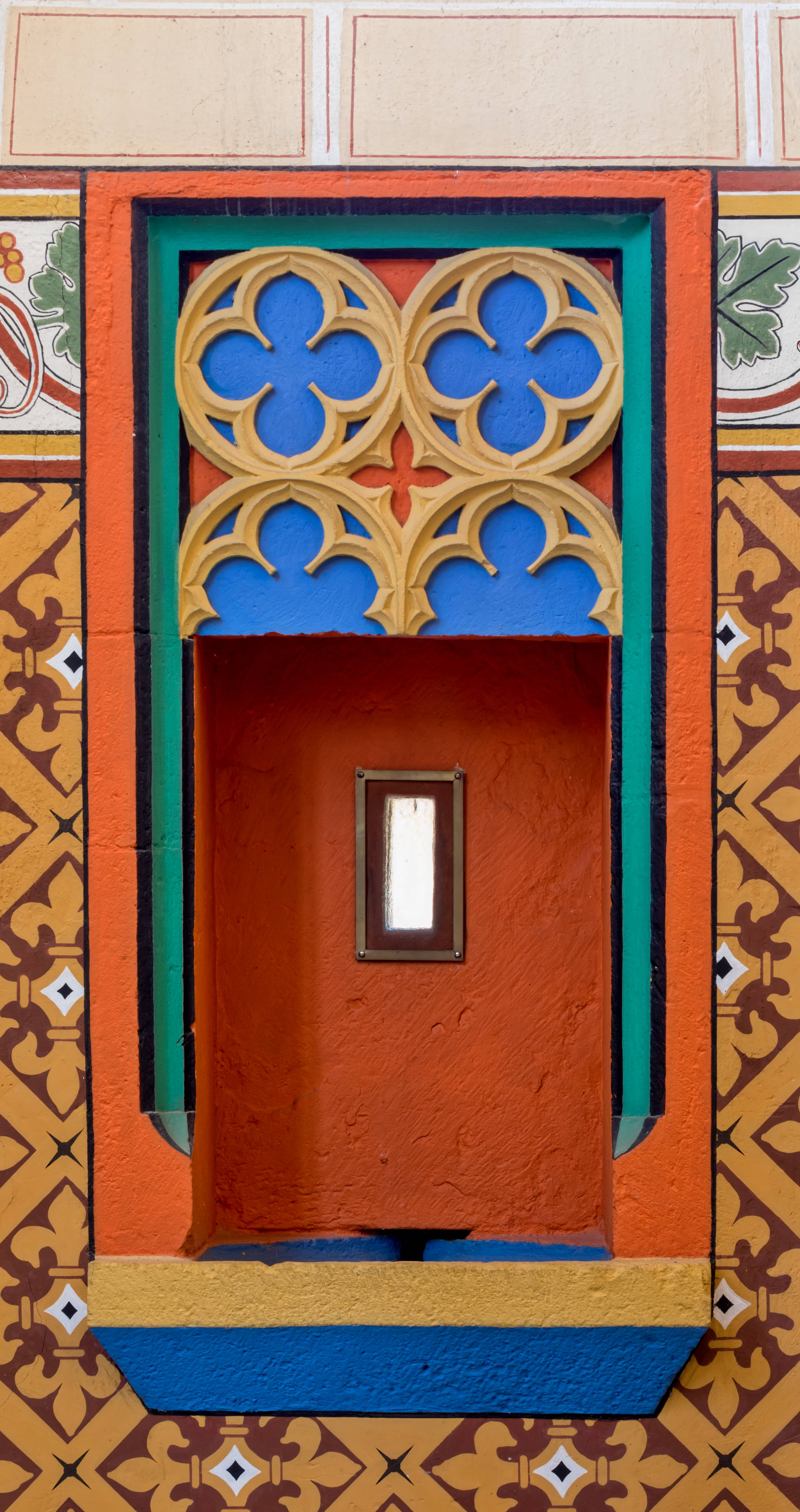
بركة وضوء في كنيسة ألمانيّة.

بُنيت في العديد من الكنائس والأديرة برك ضوء أو بيشينا (باللاتينيّة: Piscina) بالقرب من مذبح الكنيسة من أجل طقوس الطهارة.
في الطقس الرومانّي والغلياني وفي التقاليد المسيحية الغربية عمومًا يغسل الكاهن يديه عند قبل تلاوة طقس الأفخارستيا، كذلك الأمر في الكنائس الأرثوذكسية الشرقية و الكنائس الكاثوليكية الشرقية؛ بالمقابل في التقاليد الأرثوذكسية المشرقية مثل الكنيسة السريانية الأرثوذكسية و الكنيسة القبطية الأرثوذكسية يغسل الكاهن يديه بعد تلاوة قانون الإيمان.

## مواقع خارجية
- East Hoathly Parish Church building and contents, with a photograph and description of an 11th or 12th-century piscina